# Hadronyche adelaidensis
Hadronyche adelaidensis is een spinnensoort uit de familie Atracidae. De soort komt voor in Zuid-Australië.